# دیوید فابریسیوس
دیوید فابریسیوس (به آلمانی: David Fabricius) ستاره‌شناس و روحانی آلمانی بود که در سال ۱۵۸۶ موفق به کشف نخستین ستاره متغیر با عنوان میرا یا شگفت‌اختر شد. همچنین او به کمک پسر خود یوهان فابریسیوس (۱۵۸۷-۱۶۱۵) موفق به کشف لکه‌های خورشیدی گردید.